# Bai Chongxi
Bai Chongxi (1893-1966) fue un general chino en el Ejército Nacional Revolucionario y un líder nacionalista chino. Era de etnia hui y de fe musulmana. Desde mediados de la década de 1920 hasta 1949, Bai y su aliado cercano Li Zongren gobernaron la provincia de Guangxi como señores de la guerra regionales con sus propias tropas y considerable autonomía política. Su relación con Chiang Kai-shek fue en varias ocasiones antagónica y cooperativa. Él y Li Zongren apoyaron la alianza contra los señores de la guerra de Chiang en la Guerra de las Llanuras Centrales en 1930, luego apoyaron a Chiang en la segunda guerra sino-japonesa y la guerra civil china. Bai fue el primer ministro de defensa de la República de China entre 1946 y 1948. Después de perder ante los comunistas en 1949, huyó a Taiwán, donde murió en 1966.

## Era del señor de la guerra
Bai nació en Guilin, Guangxi, y recibió el nombre de cortesía Jiansheng (健 生). Era descendiente de un comerciante persa de nombre Baiderluden, cuyos descendientes adoptaron el apellido chino Bai. Su nombre musulmán era Omar Bai Chongxi. Fue el segundo de tres hijos. Se decía que su familia provenía de Sichuan. A los 14 años asistió a la Escuela de Entrenamiento de Cuadros Militares de Guangxi en Guilin, una escuela de estilo moderno dirigida por Cai E para modernizar el ejército de Guangxi. Bai y sus compañeros de clase Huang Shaohong y Li Zongren se convertirían en las tres figuras principales del ejército de Guangxi. Por un tiempo, Bai se retiró de la escuela militar a pedido de su familia y estudió en las escuelas civiles de leyes y ciencias políticas de Guangxi.
Con el estallido de la Revolución de Xinhai en 1911, bajo el liderazgo de Huang Shaoxiong, Bai se unió al cuerpo de Estudiantes de Atreverse a Morir. Después de ingresar al Cuerpo de Alistamiento de Nankín, se transfirió del Cuerpo a la Segunda Escuela Preparatoria Militar en Wuchang. Se graduó de la escuela en 1914, luego se sometió a un entrenamiento pre-cadete durante seis meses antes de asistir a la tercera clase de la Academia Militar de Baoding en junio de 1915. Se convirtió en un oficial a prueba de la 1.ª División de Guangxi al regresar a Guangxi.
Bai saltó a la fama durante la era del señor de la guerra al aliarse con Huang Shaohong (un comandante adjunto del Batallón Modelo de la Primera División de Guangxi) y Li Tsung-jen como partidarios del líder del Kuomintang Sun Yat-sen. Esta alianza, llamada la Nueva Camarilla de Guangxi, procedió a actuar contra el señor de la guerra de Guangxi, Lu Rongting, en 1924. Los esfuerzos de la coalición pusieron a la provincia de Guangxi bajo jurisdicción ROC, y Pai y Li representaron una nueva generación de líderes de Guangxi.
El jefe de personal nacionalista (en funciones) era Bai. El 13.er Ejército lo tenía como comandante. Bai participó en la Expedición Punitiva del Norte Nacionalista.
Durante la Expedición del Norte (1926–28) Bai era el Jefe de Estado Mayor del Ejército Revolucionario Nacional y se le atribuyen muchas victorias sobre los señores de la guerra del norte, a menudo usando velocidad, maniobra y sorpresa para derrotar a las fuerzas enemigas más grandes. Dirigió el Ejército de la Ruta Oriental que conquistó Hangzhou y Shanghái en 1927. Como comandante de la guarnición de Shanghái, también participó en la purga de elementos comunistas del Ejército Revolucionario Nacional el 4 de abril de 1927 y de los sindicatos en Shanghái. Bai también ordenó a las unidades avanzadas que primero ingresaron a Beijing y se le atribuyó ser el comandante superior en el sitio para completar la Expedición del Norte. Por muchas de sus hazañas en el campo de batalla durante la expedición al norte, se le dio el sobrenombre de Xiao Zhuge, literalmente "pequeño Zhuge Liang", de la fama de los Tres Reinos. Bai fue el comandante de las fuerzas del Kuomintang en la masacre de Shanghái de 1927, donde dirigió la purga KMT de los comunistas en el partido. 
En 1928, durante la Expedición al Norte, Bai lideró a las fuerzas del Kuomintang en la derrota y destrucción de la camarilla Fengtian Gen. Zhang Zongchang, capturando 20 000 de sus 50 000 tropas y casi capturando al mismo Zhang, quien escapó a Manchuria.
Bai personalmente tenía alrededor de 2.000 musulmanes bajo su control durante su estancia en Pekín en 1928 después de que se completara la Expedición al Norte; la revista TIME informó que "se tambalearon desenfrenadamente" después de junio de 1928 en Pekín, Bai Chongxi anunció que las fuerzas del Kuomintang tomarían el control de Manchuria y que los enemigos del Kuomintang "se dispersarían como hojas muertas antes del levantamiento viento".
Bai se quedó sin dinero y se declaró en bancarrota en diciembre de 1928. Planeaba dirigir 60 000 soldados desde el este de China a la provincia de Xinjiang y construir un ferrocarril como barrera contra la invasión rusa en Xinjiang. Algunos consideraron que su plan estaba en contra de Feng Yuxiang. El Consejo Militar se negó a autorizarlo a abandonar Peiping para ir a Hankow.
Al final de la Expedición al Norte, Chiang Kai-shek comenzó a agitarse para deshacerse de las fuerzas de Guangxi. En un momento, en 1929, Bai tuvo que escapar a Vietnam para evitar daños. Hubei y Guangxi fueron sometidos al subconcilio Hankou de Li Zongren y Bai Chongxi. Los gobiernos autónomos de Li y Bai, Hankou y Cantón fueron terminados por Chiang. Hankou fue capturado por Chiang durante la disputa entre la facción de Guangxi y Nankín. Desde 1930-36 Bai fue instrumental en la Reconstrucción de Guangxi, que se convirtió en una provincia "modelo" con una administración progresiva. Guangxi suministró más de 900 000 soldados para el esfuerzo de guerra contra Japón.
Durante la guerra civil china, Bai luchó contra los comunistas. En la larga marcha permitió que los comunistas se deslizaran por Guangxi.
Gobernar su provincia de manera adecuada y capaz fueron dos de las cosas por las que Bai era famoso en China.
Musulmanes prominentes como el general Ma Liang, Ma Fuxiang y Bai Chongxi se reunieron en 1931 en Nankín para discutir la tolerancia intercomunal entre Hui y Han.